# Valdalsbergen
Valdalsbergen este o arie protejată (arie specială de conservare — SAC, sit de importanță comunitară — SCI) din Suedia întinsă pe o suprafață de 95,8 ha, integral pe uscat.

## Localizare
Centrul sitului Valdalsbergen este situat la coordonatele 58°13′01″N 12°05′24″E / 58.217°N 12.0901°E.

## Înființare
Situl Valdalsbergen a fost declarat sit de importanță comunitară în iunie 2001 pentru a proteja 1 specie de plante. Situl a fost protejat și ca arie specială de conservare în martie 2011.

## Biodiversitate
Situată în ecoregiunea boreală, aria protejată conține 9 habitate naturale: Mlaștini turboase de tranziție și turbării mișcătoare, Cursuri de apă de la nivel de câmpie la nivel montan, cu vegetație Ranunculion fluitantis și Callitricho-Batrachion, Lacuri și iazuri distrofice naturale, Mlaștini împădurite, Taiga vestică, Mlaștini alcaline, Păduri pe pante, grohotișuri și ravene de Tilio-Acerion, Păduri fino-scandinave bogate în ierburi cu Picea abies, Păduri acidofile de stejar bătrân cu Quercus robur pe câmpii nisipoase.
La baza desemnării sitului se află o specie protejată de  plante: Buxbaumia viridis.